# Grande Prêmio da Grã-Bretanha de 1978
Resultados do Grande Prêmio da Grã-Bretanha de Fórmula 1 realizado em Brands Hatch em 16 de julho de 1978. Décima etapa da temporada, teve como vencedor o argentino Carlos Reutemann, da Ferrari, que subiu ao pódio ladeado por Niki Lauda e John Watson, pilotos da Brabham-Alfa Romeo.

## Classificação da prova
| Pos. | Nº | Piloto                | Construtor         | Voltas | Tempo/Diferença        | Grid | Pontos |
| ---- | -- | --------------------- | ------------------ | ------ | ---------------------- | ---- | ------ |
| 1    | 11 | Carlos Reutemann      | Ferrari            | 76     | 1:42:12.39             | 8    | 9      |
| 2    | 1  | Niki Lauda            | Brabham-Alfa Romeo | 76     | + 1.23                 | 4    | 6      |
| 3    | 2  | John Watson           | Brabham-Alfa Romeo | 76     | + 37.25                | 9    | 4      |
| 4    | 4  | Patrick Depailler     | Tyrrell-Ford       | 76     | + 1:13.27              | 10   | 3      |
| 5    | 16 | Hans-Joachim Stuck    | Shadow-Ford        | 75     | + 1 volta              | 18   | 2      |
| 6    | 8  | Patrick Tambay        | McLaren-Ford       | 75     | + 1 volta              | 20   | 1      |
| 7    | 33 | Bruno Giacomelli      | McLaren-Ford       | 75     | + 1 volta              | 16   |        |
| 8    | 30 | Brett Lunger          | McLaren-Ford       | 75     | + 1 volta              | 24   |        |
| 9    | 19 | Vittorio Brambilla    | Surtees-Ford       | 75     | + 1 volta              | 25   |        |
| 10   | 26 | Jacques Laffite       | Ligier-Matra       | 73     | + 3 voltas             | 7    |        |
| NC   | 9  | Jochen Mass           | ATS-Ford           | 65     | + 11 voltas            | 26   |        |
| Ret  | 10 | Keke Rosberg          | ATS-Ford           | 59     | Suspensão              | 22   |        |
| Ret  | 17 | Clay Regazzoni        | Shadow-Ford        | 49     | Câmbio                 | 17   |        |
| Ret  | 15 | Jean-Pierre Jabouille | Renault            | 46     | Turbo                  | 12   |        |
| Ret  | 35 | Riccardo Patrese      | Arrows-Ford        | 40     | Suspensão              | 5    |        |
| Ret  | 3  | Didier Pironi         | Tyrrell-Ford       | 40     | Câmbio                 | 19   |        |
| Ret  | 20 | Jody Scheckter        | Wolf-Ford          | 36     | Câmbio                 | 3    |        |
| Ret  | 14 | Emerson Fittipaldi    | Fittipaldi-Ford    | 32     | Motor                  | 11   |        |
| Ret  | 37 | Arturo Merzario       | Merzario-Ford      | 32     | Sistema de combustível | 23   |        |
| Ret  | 22 | Derek Daly            | Ensign-Ford        | 30     | Roda                   | 15   |        |
| Ret  | 5  | Mario Andretti        | Lotus-Ford         | 28     | Motor                  | 2    |        |
| Ret  | 27 | Alan Jones            | Williams-Ford      | 26     | Transmissão            | 6    |        |
| Ret  | 12 | Gilles Villeneuve     | Ferrari            | 19     | Transmissão            | 13   |        |
| Ret  | 25 | Hector Rebaque        | Lotus-Ford         | 15     | Câmbio                 | 21   |        |
| Ret  | 7  | James Hunt            | McLaren-Ford       | 7      | Acidente               | 14   |        |
| Ret  | 6  | Ronnie Peterson       | Lotus-Ford         | 6      | Sistema de combustível | 1    |        |
| DNQ  | 18 | Rupert Keegan         | Surtees-Ford       |        |                        |      |        |
| DNQ  | 36 | Rolf Stommelen        | Arrows-Ford        |        |                        |      |        |
| DNQ  | 23 | Geoff Lees            | Ensign-Ford        |        |                        |      |        |
| DNQ  | 40 | Tony Trimmer          | McLaren-Ford       |        |                        |      |        |

## Tabela do campeonato após a corrida
| Pos. | Piloto            | Pontos |
| ---- | ----------------- | ------ |
| 1    | Mario Andretti    | 45     |
| 2    | Ronnie Peterson   | 36     |
| 3    | Carlos Reutemann  | 31     |
| 4    | Niki Lauda        | 31     |
| 5    | Patrick Depailler | 26     |

| Pos. | Construtor         | Pontos |
| ---- | ------------------ | ------ |
| 1    | Lotus-Ford         | 58     |
| 2    | Brabham-Alfa Romeo | 40     |
| 3    | Ferrari            | 31     |
| 4    | Tyrrell-Ford       | 28     |
| 5    | McLaren-Ford       | 12     |

- Nota: Somente as primeiras cinco posições estão listadas. As dezesseis etapas de 1978 foram divididas em dois blocos de oito e neles cada piloto podia computar sete resultados válidos. Dentre os construtores era atribuída apenas a melhor pontuação de cada equipe por prova.